# Budišov
Budišov är en köping i Tjeckien.   Den ligger i regionen Vysočina, i den centrala delen av landet, 150 km sydost om huvudstaden Prag. Budišov ligger 484 meter över havet och antalet invånare är 1 168.
Terrängen runt Budišov är huvudsakligen platt, men västerut är den kuperad. Runt Budišov är det ganska glesbefolkat, med 39 invånare per kvadratkilometer. Närmaste större samhälle är Třebíč, 10,8 km sydväst om Budišov. Trakten runt Budišov består till största delen av jordbruksmark.